# SHARK カリスマ敏腕検察官
SHARK カリスマ敏腕検察官（シャーク カリスマびんわんけんさつかん、原題Shark）はアメリカ合衆国で2006年9月21日から2008年5月20日まで放送されていたテレビドラマ。日本ではFOXチャンネルで2008年11月に第1シーズンが放送され、2009年11月4日より第2シーズンの放送が開始された。

## 概要
高額な報酬を得、なりふり構わない手法を用いて幾多の富裕層の刑事事件を無罪に持ち込んだ敏腕弁護士セバスチャン・スタークが、ある事件で引退の危機に追い込まれたのをきっかけに検察官に転向し、ロサンゼルスの若手検察官を育成しながら法廷で闘争する様子を描く。また、離婚した妻との間の娘ジュリーと、仕事に没頭し、家庭を疎かにしがちなスタークとの親子の関係も描かれている。全2シーズン、38話。
FOXチャンネルでは、2009年に放送されたシーズン1の再放送に「裁判員制度開始特別記念」、シーズン2に「裁判員制度実施特別記念」と冠している。

## 登場人物
| 役名                                      | 役者                                         | 役柄         | 備考                     |
| ----------------------------------------- | -------------------------------------------- | ------------ | ------------------------ |
| セバスチャン・スターク（Sebastian Stark） | ジェームズ・ウッズ（James Woods）            | 地方副検察官 | ニックネーム「シャーク」 |
| ジェシカ・デブリン（Jessica Devlin）      | ジェリー・ライアン（Jeri Ryan）              | 地方検察官   |                          |
| ジュリー・スターク（Julie Stark）         | ダニエル・パナベイカー（Danielle Panabaker） | スタークの娘 |                          |
| レイナ・トロイ（Raina Troy）              | ソフィア・ブラウン（Sophina Brown）          | 地方副検察官 |                          |
| マデリン・ポー（Madeleine Poe）           | サラ・カーター（Sarah Carter）               | 地方副検察官 |                          |
| アイザック・ライト（Isaac Wright）        | ヘンリー・シモンズ（Henry Simmons）          | 検察調査官   |                          |
| ケイシー・ウッドランド（Casey Woodland）  | サミュエル・ペイジ（Samuel Page）            | 地方副検察官 |                          |
| マーティン・アイェンデ（Martin Allende）  | アレキシズ・クルーズ（Alexis Cruz）          | 地方副検察官 | 第1シーズン第11話まで    |
| ダニー・レイエス（Danny Reyes）           | ケヴィン・アレハンドロ（Kevin Alejandro）    | 地方副検察官 | 第2シーズン第1話から     |

## エピソード
- ()括弧内は通算放送回

| 放送回      | 題名                           | 原題                                  | アメリカ初放送日 | 日本初放送日   |
| 第1シーズン | 第1シーズン                    | 第1シーズン                           | 第1シーズン      | 第1シーズン    |
| ----------- | ------------------------------ | ------------------------------------- | ---------------- | -------------- |
| 1           | 検察官シャーク誕生             | Pilot                                 | 2006年9月21日    | 2008年11月5日  |
| 2           | 一触即発                       | LAPD Blue                             | 2006年9月28日    | 2008年11月12日 |
| 3           | 名外科医の苦悩                 | Dr. Feelbad                           | 2006年10月5日    | 2008年11月19日 |
| 4           | シャークの知られざる過去       | Russo                                 | 2006年10月12日   | 2008年11月26日 |
| 5           | 失った信頼                     | In The Grasp                          | 2006年10月19日   | 2008年12月3日  |
| 6           | 裕福な偽善者                   | Fashion Police                        | 2006年11月2日    | 2008年12月10日 |
| 7           | 15年後のデジャヴ               | Déjà Vu All Over Again                | 2006年11月9日    | 2008年12月17日 |
| 8           | 三角関係の悲劇                 | Love Triangle                         | 2006年11月16日   | 2008年12月24日 |
| 9           | 危険な交友関係                 | Dial M for Monica                     | 2006年11月23日   | 2009年1月7日   |
| 10          | 過去からの逃亡                 | Sins of the Mother                    | 2006年12月7日    | 2009年1月14日  |
| 11          | 最悪の結末                     | The Wrath of Khan                     | 2007年1月4日     | 2009年1月21日  |
| 12          | ウェインズ・ワールド           | Wayne's World                         | 2007年1月18日    | 2009年1月28日  |
| 13          | シャークの焦り                 | Teacher's Pet                         | 2007年2月1日     | 2009年2月4日   |
| 14          | パパラッチの追跡               | Starlet Fever                         | 2007年2月8日     | 2009年2月11日  |
| 15          | 判事のトップシークレット       | Here Comes The Judge                  | 2007年2月15日    | 2009年2月18日  |
| 16          | シャーク資格剥奪の危機         | Blind Trust                           | 2007年2月22日    | 2009年2月25日  |
| 17          | 警官射殺事件の真相             | Backfire                              | 2007年3月29日    | 2009年3月4日   |
| 18          | 地獄の法廷                     | Trial by Fire                         | 2007年4月5日     | 2009年3月11日  |
| 19          | 堕ちた少女たち                 | Porn Free                             | 2007年4月12日    | 2009年3月18日  |
| 20          | 天才ハッカーの狙い             | Fall From Grace                       | 2007年4月19日    | 2009年3月25日  |
| 21          | 奇妙な親子関係                 | Strange Bedfellows                    | 2007年4月26日    | 2009年4月1日   |
| 22          | ウェインズ・ワールド2          | Wayne's World 2: Revenge of the Shark | 2007年5月3日     | 2009年4月8日   |
| 第2シーズン |                                |                                       |                  |                |
| 1(23)       | 新チーム始動                   | Gangster Movies                       | 2007年9月23日    | 2009年11月4日  |
| 2(24)       | 4年前の悪夢                    | For Whom the Skel Rolls               | 2007年9月30日    | 2009年11月11日 |
| 3(25)       | 消せない想い                   | Eye of the Beholder                   | 2007年10月7日    | 2009年11月18日 |
| 4(26)       | 裏切られた友情                 | Dr. Laura                             | 2007年10月14日   | 2009年11月25日 |
| 5(27)       | 完ぺきな身代わり               | Student Body                          | 2007年10月21日   | 2009年12月2日  |
| 6(28)       | スポーツ界の汚染               | No Holds Barred                       | 2007年10月28日   | 2009年12月9日  |
| 7(29)       | メキシコへの危険な旅           | In Absentia                           | 2007年11月4日    | 2009年12月16日 |
| 8(30)       | ハイウェイ無差別殺人           | In the Crosshairs                     | 2007年11月11日   | 2009年12月23日 |
| 9(31)       | 炎の復讐                       | Burning Sensation                     | 2007年11月18日   | 2009年12月30日 |
| 10(32)      | ゆがんだ愛情                   | Every Breath You Take                 | 2007年11月25日   | 2010年1月6日   |
| 11(33)      | 友情と嫉妬と裏切り             | Shaun of the Dead                     | 2007年12月9日    | 2010年1月13日  |
| 12(34)      | 弁護士生命を懸けた嘘           | Partners in Crime                     | 2008年1月27日    | 2010年1月20日  |
| 13(35)      | 真相究明のために               | Bar Fight                             | 2008年4月29日    | 2010年1月27日  |
| 14(36)      | 弁護士シャーク！？             | Leaving Las Vegas                     | 2008年5月6日     | 2010年2月3日   |
| 15(37)      | ウェインズ・ワールド3 最終決戦 | One Hit Wonder                        | 2008年5月13日    | 2010年2月10日  |
| 16(38)      | ウェインズ・ワールド3 最終決戦 | Wayne's World 3: Killer Shark         | 2008年5月20日    | 2010年2月17日  |